# Trapío
Dans le monde de la tauromachie,  le   trapío  (allure), d'un taureau de combat,  désigne à la fois l'aspect physique de l'animal et l'impression qu'il dégage. Un taureau dit toro de trapío  est synonyme d'un beau taureau tant au point de vue du poil, que du poids, des cornes, des pattes. C'est un qualificatif d'ensemble flatteur. 

## Historique

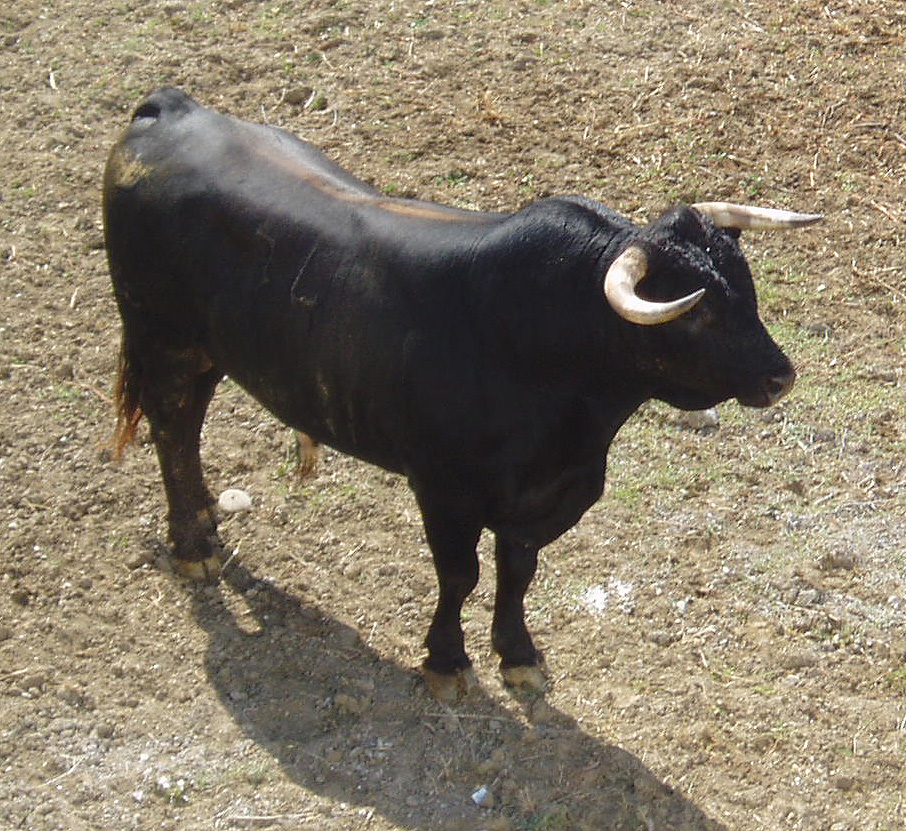
Toro de trapío : Miura.

À l'époque de Francisco Montès Paquiro, qui recommandait que les taureaux eussent cinq à sept ans, les taureaux étaient grands, gros, et vifs car ils se nourrissaient exclusivement de l'herbe des grandes étendues qui leur étaient offertes. Leur taille  était en rapport avec leur force et la fougue de leur charge. Depuis que les constructions ont envahi son biotope, l'espace naturel du taureau de combat a été réduit, ce qui oblige les éleveurs à compléter sa nourriture par des fèves, et des pois chiches dont il est friand. Mais ces compléments alimentaires le rendent plus lourd et il a besoin de plus de bravoure pour se déplacer. 
Le poids n'est plus, désormais, un élément essentiel : un taureau de 480 kg, s'il a du trapio, fit plus impression qu'un acochinado (littéralement encochonné, semblable à un porc) de 600 kg, soufflé par la graisse, et dont l'allure s'apparente plus à celle d'un porc que du trapío d'un toro bravo. C'est le reproche qui a été fait aux taureaux de la San Isidro 2014, trop lourds, impossibles à toréer, par le site Querencias.net : « Les taureaux de Valdefreso étaient grands et mansos, nobles et sans race, un mauvais mélange parce qu’il ne fait pas vibrer le public et  qu’on peut à peine les toréer. »

## Description
Le trapío du taureau de combat est la conjonction idéale des caractéristiques de sa race. Et, bien que selon Álvaro Domecq Díez , cette notion soit difficile à définir car non répertoriée dans un règlement taurin, « l'éleveur doit faire en sorte aujourd'hui que le taureau soit grand, avec le poids exigé, en tâchant cependant d'être maigre. » Le qualificatif le plus flatteur pour le trapío du taureau de combat est le terme toro fino di tipo, le poids ne faisant rien à l'affaire. « Il est temps d'oser dire que le taureau brave est un taureau petit. »
La description intégrale du trapío est très longue. Il existe plus de 80 adjectifs pour décrire les qualités physiques d'un taureau depuis l'état des poils jusqu'à celui des cornes. Selon Alberto Vera, le bon trapío nécessite entre autres, que les « sabots soient lustrés et de la même couleur que les cornes »Les cornes  doivent être fines, courbées vers l'avant, cornes dites astifina 
Ce terme trapío que les historiens et les aficionados emploient pour qualifier le taureau s'applique également aux qualités du chien.